# Leonardo Agostini
Pour les articles homonymes, voir Agostini.
Leonardo Agostini, né à Boccheggiano le 18 septembre 1593 et mort selon les sources vers 1670 (peu après la dernière publication en 1669) ou en août 1676 à Rome, est un antiquaire du milieu du XVIIe siècle.

## Biographie
Il vivait à la cour du cardinal Francesco Barberini ; Alexandre VII le nomma inspecteur des monuments antiques du pays latin.
Agostini découvrit notamment sur le site des anciens Thermes de Olimpiades (sur la colline du Viminal, sous le couvent associé à l'église San Lorenzo in Panisperna) une statue romaine d'Héra, copie d'un original grec, dite Héra Barberini (ou Junon Barberini) en hommage au cardinal Barberini ; elle est conservée au Musée Pio-Clementino, au Vatican.
Dans sa collection figura la statue de Britannicus en Grauwacke découverte en 1651 et aujourd'hui conservé à la Galerie des Offices

## Œuvres
- (it) Filippo Paruta, La Sicilia ; descritta con medaglie e ristampata con aggiunta da Leonardo Agostini, Roma, Nicola Schiratti, 1649 (lire en ligne). Ce n’est qu’une nouvelle édition de l’ouvrage que Filippo Paruta avait publié à Palerme, en 1612, in-fol., sous ce titre : della Sicilia di Filippo Paruta, descritta con medaglie, parte primo. Cette première partie, qui est devenue très-rare, ne contenait que la représentation gravée des médailles : leur explication devait suivre, dans une seconde partie qui n’a jamais paru. Agostini a employé les mêmes planches qui avaient servi à Paruta ; il a augmenté d’environ quatre cents médailles le nombre de celles qui étaient dans la première édition ; mais il n’y a pas non plus ajouté d’explications. Après sa mort, les planches de Paruta ayant passé dans les mains d’un libraire, nommé Marc Maier, celui-ci donna a Lyon, en 1697, une nouvelle édition in-fol. du même ouvrage, sous ce titre : la Sicilia di Filippo Paruta, descritta con medaglie, e ristampata con aggiunta di Lionardo Agostini, hora in miglior ordine dispota da Marco Maier, arrichita d’una descrizione compendiosa di quella famosa isola, etc. ; mais, malgré ces explications, et les détails historiques ajoutés par l’éditeur, cette édition est beaucoup moins estimée que celles de Paruta et d’Agostini. L’édition la meilleure et la plus complète est celle que Sigebert Havercamp en a faite en latin, à Leyde, 1723, en 3 volumes in-fol., avec des commentaires où il y a des recherches utiles ; ces trois volumes forment les 6e, 7e et 8e du Thesaurus Antiquitarum et Historiarum Siciliæ, de Johann Georg Grævius et Pieter Burmann.
- (it) Leonardo Agostini, Le gemme antiche figurate, vol. 1, Roma, appresso dell'autore, 1657 (lire en ligne).
- (it) Leonardo Agostini, Le gemme antiche figurate, vol. 2, Roma, appresso Michele Hercole, 1669 (lire en ligne).

Les deux parties ont été réimprimées ensemble à Rome, en 2 volumes in-4°, en 1686. En 1702, Domenico de Rossi en donna une édition augmentée, qui fut aussi imprimée à Rome, en 2 volumes in-4° ; et, en 1707, il en parut dans la même ville une 4e en 4 volumes grand in-4°, publiée, avec une foule d’additions, par Paolo Alessandro Maffei, sous ce titre : Gemme antiche figurate, date in luce de Domenico de Rossi, colle sposizioni di Paolo Alessandro Maffei, etc. Quoique cette édition soit beaucoup plus considérable que les précédentes, la première est celle que l’on estime le plus, à cause de la beauté des dessins dont elle est ornée. L’ouvrage d’Agostini a été traduit en latin par Jakob Gronovius, qui y a ajouté une savante préface : cette traduction a été publiée à Amsterdam, 1685, in-4° ; elle a été réimprimée à Franeker, en 1694, in-4°.
- (la) Leonardo Agostini (trad. Jakob Gronovius), Gemmae et sculpturae antiquae, vol. 1, Amstelodami, Abraham Blooteling, 1685 (lire en ligne).
- (la) Leonardo Agostini (trad. Jakob Gronovius), Gemmae et sculpturae antiquae, vol. 2, Amstelodami, Abraham Blooteling, 1685 (lire en ligne).